# Инди-культура
Инди (англ. indie — сокращение от independent) — современная культура, включающая в себя независимые от крупных издателей видеоигры, комиксы, музыку (инди-поп, инди-рок и т. д.), кинематограф, независимые медиа и, отчасти, субкультуру, однако в любом контексте термин «инди» является антонимом массовой культуры и имеет схожие черты с андеграундом. Оба понятия представляют собой необычный или новый ракурс на общепринятые ценности, но при этом в инди-произведениях искусства не столь важен протест по отношению к массовой культуре, сколько проявление индивидуализма автора. Для культуры инди характерны независимость от коммерческого продвижения, идеология свободного творчества.
Продукция, имеющая статус «инди» — это медиа-контент (информация, которая представлена с помощью графических, видео- и аудио эффектов), созданный независимо от крупных коммерческих компаний; это может включать автономный, самостоятельный подход к созданию и публикации своего творчества. Префикс «инди-» может использоваться в целях обмана покупателей и может подразумевать не инди, а продукцию, произведённую коммерческими производителями. В таких произведениях, в отличие от развлекательной индустрии, не существует ограничений, жёстких рамок производства и устойчивых художественных традиций.
Количество инди-продукции во много раз меньше мейнстримной, так как при создании используется меньший бюджет и меньший рабочий коллектив. Ценностями считаются творческая индивидуальность, новизна и уникальность.

## Характеристика
Термин «инди-культура» обычно употребляется по отношению к явлениям в современной культуре, стремящимся не быть частью коммерческого мейнстрима (массовой культуры), не ограничиваться рамками высокой культуры, но быть совершенно независимыми от потребностей, представлений и ожиданий потребителей. Таким образом, возможны упор на свободное выражение или художественную составляющую творчества и предотвращение становления частью индустрии развлечений и шоу-бизнеса. Многие деятели инди-культуры работают без поддержки большого лейбла, большой киностудии или других источников крупного бюджета. В русском языке термин «инди» чаще всего употребляется по отношению к музыке.
Распространение инди-культуры возникло псевдо-инди: коммерческое направление в музыке, фильмах и играх, которые ориентированы на тег «инди» среди молодёжи. Говоря по сути, музыка с приставкой «инди» в названии имеет больший шанс быть купленной среди молодёжи, чем музыка без этой приставки.

## История
Родиной инди считается Великобритания, где данный стиль появился в конце 70-х годов XX века как новый этап развития субкультуры хиппи. Главным правилом инди-культуры в целом стал девиз «никаких правил» и идея независимости.

## Составляющие

### Видеоигры
Инди-игры — это игры, которые работают не на крупных издателей вроде Activision, Ubisoft или EA, а на себя. Как правило, инди-студии состоят всего из нескольких человек (редко больше десяти).
Флагманами инди-индустрии, конкурирующими с играми AAA уровня, считаются такие инди-игры, как «Braid», «World of Goo», «Super Meat Boy» и «Minecraft». При этом последняя создана одним разработчиком, но завоевала огромный успех: были проданы десятки миллионов копий этой игры, и она является самой продаваемой инди-игрой по версии книги рекордов Гиннесса.
Игровые инди-студии — главный источник экспериментальных проектов в игровой индустрии. Крупные издатели выбирают игровые концепции, которые имеют большую вероятность принести прибыль. В свою очередь, инди-разработчики работают ради удовлетворения своих потребностей в свежих играх и для освоения новых механик, и не просчитывают выгоду от идеи. Так, первую версию слоумо-шутера «Superhot» создали всего за неделю в рамках конкурса «7 Day FPS Challenge», но это не помешало прототипу стать одной из самых успешных инди-игр в истории.
Мотивация потребителей покупать инди-игры обусловлена высоким качеством отдельных аспектов (данными аспектами могут быть красивая графика, необычная механика геймплея или захватывающий сюжет, и далеко не всегда игра должна иметь проработку вне одного конкретного аспекта, собственный визуальный стиль GRIS, например, вызвал однозначное одобрение). Даже с учётом инновационных подходов не все инди-игры выполнены на высоком уровне. На рынке очень много проектов, которые выходят не только без раскрутки, но и без детализации. Если проект добился хоть какой-то популярности, то можно быть уверенным, что новизна присутствует как минимум одном аспекте.
С точки зрения прибыльности, игровая индустрия — один из самых богатых рынков в мире, но до независимых команд эти деньги доходят редко. Из-за доступности обучающих курсов и постепенного упрощения процесса разработки с каждым годом инди-студий становится всё больше. Но финансового успеха достигают единицы — чаще всего те, кому просто повезло. С одной стороны, это значит, что большая часть инди-разработчиков тратит деньги и силы практически впустую. С другой — что этим студиям приходится искать инновационные идеи и новые способы делать игры. Ведь ограничения, как известно, заставляют проявлять изобретательность.
Малый коллектив разработчиков способствует быстрому реагированию на предложения, пожелания, репорты об ошибках от игроков. Инди-разработчики исправляют баги и добавляют новый контент охотнее и быстрее крупных студий. При этом, среди объективных недостатков инди-игр — не всегда интуитивно понятная идея, низкий уровень профессионализма программистов, низкий уровень графической составляющей игр и другие следствия отсутствия контроля качества, финансовой поддержки издателя и относительно небольшой стоимости публикации. По этой причине на инди-рынке хороший проект — это редкое явление, которое усугубляет тот факт, что у талантливых самостоятельных художников и разработчиков значительные усилия затрачиваются на этапе разработки с целью добиться эстетически приемлемого результата, но не всегда остаётся достаточно денег, времени или навыков для эффективной PR-кампании.
Крупные издатели отводят на раскрутку своих продуктов не меньшую долю затрат, чем на производство, и это не гарантирует высокий спрос. Следовательно, ещё меньше шансы на успех у проектов от малоизвестных независимых создателей, без кампании по продвижению.

### Музыка
Инди-культура в широком смысле включает в себя всю независимую и альтернативную музыку в принципе. В музыкальный стиль входят такие подстили и жанры, как: инди-поп, инди-рок, инди-фолк и инди-электронику. Кроме того, в инди-культуре существует понятие инди-лейбл, но жанры с приставкой «инди» означают независимо выпущенную музыку. Например, группа «ДДТ» в 1990-е выпускала все музыкальные альбомы на свои деньги, а с 2000-х этим занимается группа «Billy's Band». Музыкальные произведения в этому случае могут быть не привязаны определенному музыкальному стилю или жанру, а самостоятельно издаваемую музыку можно разделить в новые жанры, не связанные с коммерческой музыкой.